# Libertas
Libertas je družbeno gibanje, ki ima korenine na Irskem in v nasprotovanju ratifikaciji Lizbonske pogodbe leta 2008. Njen voditelj je irski poslovnež Declan Ganley. Libertas načrtuje postati vseevropska politična stranka in sodelovati na volitvah v Evropski parlament junija 2009. 